# Балада за Стария моряк
„Балада за Стария моряк“ (на английски: The Rime of the Ancient Mariner) е знакова поема за началото на английския романтизъм. Написана е от английския поет Самюъл Тейлър Колридж през 1797 година. Публикувана през 1798 г. в първото издание на „Лирически балади“ - събрани стихотворения на Уърдзуърт и Колридж, дали началото на английския романтизъм. Съвременните издания използват преработена версия отпечатан през 1817 г., която включва глоси.

## Сюжет
„Балада за Стария моряк“ разказва за преживяванията на един моряк, който се е върнал от дълго пътуване по море. Той спира по пътя един човек, тръгнал за сватбена церемония и му разказва историята си. Разказът на моряка е динамичен и прогресиращ, тъй като поражда както шокиране, така и нетърпение и възхищение. Това може да се види в езиковия стил на поета. Колридж използва повествователни техники като персонификация и повторение да се създаде усещане за опасност, свръхестественото, или спокойствие, в зависимост от настроението в различни части на поемата.
Историята на моряка започва със заминаването на кораба и екипажа му на юг. Впоследствие корабът е застигнат от буря и стига до Антарктида. Внезапно се появява албатрос и ги извежда от там, но морякът убива птицата. Тази му постъпка не се приема добре от екипажа, защото те го смятат за добър знак и надежда за изход от бурята. Въпреки гнева си моряците променят мнението си, когато времето се затопля и мъглата се вдига, но не след дълго разбират, че са направили грешка с подкрепата си, тъй като това разгневява духовете и корабът е завлечен в непознати води. Гневът на екипажа към моряка отново се пробужда и те започват да го обвиняват за своите страдания и неописуемата жажда. Завладени от гнева, моряците карат убиеца на птицата да я носи като кръст на врата си в знак на съжаление.
Един по един членовете на екипажа започнали да умират в жестоки мъки, само морякът оцелял, обречен на мъки и молитви.
| „ | Но знаем дълга си:забравяй, прощавай! Което от Бог е, с живот надарявай! | “ |

Това двустишие е ключ-къб „Балада за Стария моряк“. В него грехът на героя е в погазването на Божието послание за всеопрощение и даряване на живот. Смисълът на наложената му епитимия е тъкмо в това да се освобождава от злото, което го е тласнало към убийството.
Финалът на творбата изглежда „отворен“ – освобождаването от злото е много продължителен процес. Старият моряк надраства себе си, превръща се в символ на целия човешки род.
| „ | Той крачеше безчувствен, глух, във себе си вглъбен, ала по-мъдър се пробуди на следващия ден. | “ |

## Създаване на творбата
В „Biographiа Literaria” Уилям Уърдсуърт пише:
| „ | През есента на 1797 г. Преди смрачаване Колридж, сестра ми и аз излязохме от Олфоксдън с намерение да посетим Линтън и намиращата се недалеко Каменна долина, но тъй като парите, с които разполагахме, бяха съвсем малко, решихме да поемем разходите по тази екскурзия, като напишем една поема... По време на този излет съставихме плана на „Стария моряк“, основан, според думите на г-н Колридж, върху съня на неговия приятел г-н Крункшенк. Почти всичко в тази история измисли Колридж, но някои детайли предложих аз, като например това, че е било необходимо извършването на някакво престъпление, за да бъде подложен Старият моряк на преследване от задгробните сили, които го наказват за това престъпление и го обричат на скиталчество. Ден-два преди това бях прочел в книгата на Шелуок, че като заобикаляли нос Хорн, често виждали из тези ширини албатроси, огромни морски птици, чиито разперени крила стигат 12-13 фута. | “ |

## Ранни критики
При излизането си „Балада за Стария моряк“ е критикувана най-вече за това, че е неясна и трудна за четене. За това значително много спомага и използването на архаичния стил при писането и. По-късно Колридж добавя и приписки (глоси) към поемата, които също са написани в архаичен стил. Тези бележки са поставени в близост до текста на поемата, за да интерпретират стиховете улеснявайки тяхното разбиране, но и много наподобяват приписки, намерени в Библията. Чарлс Ламб, който се възхищава от оригинала на произведението, твърди, че добавянето на глосите дистанцира публиката от повествованието и отслабва ефекта на поемата.
Цялата поема е публикувана за първи път в поредицата „Лирически балади“. Друга версия на стихотворението е публикувана през 1817 г. в поредица, озаглавена „Sibylline Leaves“.

## Преводи на български език
„Балада за Стария моряк“ е превеждана на български език от имена като Цветан Стоянов и Атанас Далчев. Тези преводи обаче не са оставили следа от поемата в българската поетическа култура. Това не е случайно. Превода на това произведение е изключително трудна задача поради сложния и начин на написване – осемсрични и шестсрични – редове, вътрешни рими, необичайните тропи, зад които често пъти лежат точни и конкретни концепти, динамика на разказа.
Почти едновременно се появяват два нови превода. Преводът на Ангел Игов, публикуван през 2009 година, е част от превода му на „Лирически балади“ и се придържа към първоначалната версия на поемата (липсват глосите, но има и редица други различия спрямо преработките, които Колридж прави за по-късните издания). Игов стои по-близо от предшествениците си до строфата на Колридж, макар и често да се отклонява, за да спаси смисъла, и, което е по-съществено, постигнал е плавното течение на самото разказване.
Вторият превод е на по-късната дефинитивна версия с поправките и глосите на Колридж и е дело на Манол Пейков. Този превод е забележителен труд, плод на двайсетгодишната обсебеност, достойна за обекта си. Манол Пейков е единственият от преводачите, който си е поставил за цел да остане верен във всеки момент както на неумолимо трудните формални аспекти на поемата, така и на съдържателната ѝ прецизност. Тази вярност е съчетана със забележителна лекота и естественост на изказа дори – или може би най-вече – в някои особено тежки епизоди на голяма динамика и нарастващо напрежение.

## Интерпретации
- Iron Maiden - Rime of the Ancient Mariner (Music Video)